# Bdellodes serpentinus
Bdellodes serpentinus är en plattmaskart som beskrevs av Atye 1963. Bdellodes serpentinus ingår i släktet Bdellodes och familjen Bdellouridae. Inga underarter finns listade i Catalogue of Life.